# Aturus projector
Aturus projector är en kvalsterart som beskrevs av Herbert Habeeb 1953. Aturus projector ingår i släktet Aturus och familjen Aturidae. Inga underarter finns listade.